# Topsy Turvy (Young Fresh Fellows)
Topsy Turvy è stato il secondo album in studio del gruppo rock Young Fresh Fellows. È stato pubblicato nel 1985 con l'etichetta PopLlama. È stato il primo album della band a presentare il membro di lunga data Jim Sangster al basso.
L'album ha ricevuto una recensione positiva da Rolling Stone Magazine, nel numero del 17 luglio 1986. Il revisore David Fricke ha scritto che l'album era "il perfetto ripasso, un cocktail bop tonificante di sollievo comico, scrittura di canzoni pop astuta e spinta punk-rock". Il leader della band Scott McCaughney ha notato nel 2020 che molte delle canzoni dell'album rimangono nelle scalette della band fino ad oggi.
L'album è stato successivamente ripubblicato come doppio CD come offerta "due per uno" con il loro primo album, The Fabulous Sounds of the Pacific Northwest.

## Tracce
1. Searchin' U.S.A. – 3:41
2. How Much About Last Night Do You Remember? – 1:56
3. Where Is Groovy Town? – 3:57
4. The New John Agar – 2:28
5. Sharing Patrol Theme – 3:50
6. You've Got Your Head On Backwards – 2:20
7. Two Lives – 2:17
8. Mr. Salamander's Review – 2:33
9. Trek To Stupidity – 2:58
10. Topsy Turvy Theme – 2:52
11. Hang Out Right – 3:01
12. Agar's Revenge – 3:41
13. Good Things Go – 1:35